# A1市街地グランプリ
A1市街地グランプリ（エーワンしがいちグランプリ、英: A1 City Grand Prix）は、日本で行われる自動車レースの一つ。2020年9月20日に開催された第1回大会の「A1市街地グランプリGOTSU2020」は、一般道路を封鎖してJAF公認の周回コースを設営し、一般道路に定められている通常の交通規制、一時停止や制限速度などを公式に無効としてトライアルでないスプリントレースを開催したという点で「日本で初めて公道を使用して行われた市街地レース」であった。

## 概要
日本では過去に横浜市の横浜みなとみらい21（フォーミュラ1）や北海道小樽市（チャンプカー・ワールド・シリーズ）などで公道コースを用いたレースが計画されたことがあるが、いずれも実現せずに計画倒れに終わっていた。
第1回の開催地となった島根県江津市は「東京から一番遠いまち」の異名で知られ、いわゆる消滅可能性都市に該当する都市であることから、街の活性化のための企画が求められていた。
その中で、東京でコンサルティング業を営むストラテジクスマネジメント株式会社代表取締役の上口が主宰する経営塾で指導を受けていた江津市出身の森下幸生（森下建設株式会社代表取締役、当時常務）が、2013年に事業承継のため帰郷するタイミングで上口に地元の地域活性について相談したところ、上口から提案されたのが、「日本ではまだ行われたことのない市街地レース」の企画だった。地元に戻った森下が江津市の若手経営者ら数名に声をかけ、企画に賛同した数名の有志の中で準備会が発足し、グランプリの開催に向けた活動がはじまった。
レース名の「A1」は「Anyone」に由来するように、主催者では「本来は誰でも走れるレースを目指したい」という考えを持っており、参加する全員が新しいことにチャレンジし、最先端の考え方や技術に触れ体験できる場を創造することを目的としている。
なお本レースを「日本初の公道レース」と表記することに対しては異論もある。

## GOTSU2020
2019年9月30日、第1回レースを2020年9月20日に開催することが決定。主催はストラテジクスマネジメント株式会社を母体とするA1市街地レースクラブと、準備会から正式に組織化されたA1市街地グランプリ江津大会実行委員会の２者による共催である。
コース設計はストラテジクスマネジメント株式会社が手掛け、同社が図面を作成し、森脇基恭（ノバエンジニアリング）と大屋誠（松江工業高等専門学校）の2人が安全対策の専門家として監修した。レースで使用する車両はレンタルカートとされた。当初は江津駅前を含む約1.7kmのコースが設定される予定だったが、6時間という道路使用許可の時間制限とCOVID-19の流行の影響を受けた結果、2020年4月にパレットごうつを中心とした約783mのコースに縮小して開催することが決定した。オフィシャルアンバサダーには松村浩之/関口雄飛の二人が就任した。
GOTSU2020は第1回大会ということもあり、レース中の事故などのリスクを最大限回避するため、参加ドライバーは審査の上で選ばれた。
レース実施のための道路封鎖はわずか6時間で、レース自体は90分で全セッションを完了した。関口雄飛、松村浩之、曽根崇仁ら12名のドライバーによるレースは、大井偉史が制し初代ウィナーとなった。
主催者は今後、江津市以外の地域でのレース開催も視野に入れているほか、将来的には電気自動車（EV）によるレースへの移行も検討している。

### 注
1. ↑  過去には、オートバイで1955年の全日本オートバイ耐久ロードレースの例があるほか、自動車でも1991年の「ソーラーチャレンジin北海道」などの例があるため、本レースが日本初ではないとする意見もある。